# Argiolaus crawshayi
Argiolaus crawshayi är en fjärilsart som beskrevs av Butler 1900. Argiolaus crawshayi ingår i släktet Argiolaus och familjen juvelvingar. Inga underarter finns listade i Catalogue of Life.